# 奧布杜高原
6°25′N 9°22′E / 6.417°N 9.367°E
奧布杜高原（英語：Obudu Plateau），是尼日利亞的高原，位於該國東南部，由克里斯河州負責管轄，面積40平方公里，最高點海拔高度1,716米，該地區受溫帶氣候影響。